# 大和魂
大和魂是概括用語，指一切大和族學習外來知識和學問時必須有的判斷力、能力，又或是理解情緒（幽雅情趣）的心靈，並在擁有這種性格、能力、品性和性質下達到極致。即是所谓「日本精神」。是和人最基本共同点。

## 一般擁有的性質
- 圓滿應付世事的識見與能力。
- 各種實用的學問、修養、技能。
- 接受外國的文化與文明，但不失日本特色的常識與應付能力。
- 不是根據理性的邏輯或倫理，而是根據感情上的情緒或人情來掌握事物並產生共鳴的能力和感受性。
- 作為以上數條的根基的優秀人物必備的“靈性能力”。
- （被認為是）日本民族固有的勇氣、堅定，對主公/天皇的忠義精神（江戶時代以來的日本國學的新解釋）。

## 其他
- 大和魂在文學作品中，如夏目漱石的《我是貓》有出現，但是是被揶揄的對象。在電視劇《坂上之雲》中，夏目漱石在正岡子規死後，曾於子規庵聚會，隨口唸起《我是貓》的內容，引起現場靜默、子規之妹正岡律的不快，時為日俄戰爭日本海海戰前夕。
- 太平洋戰爭時，日軍軍備落後於美軍，軍部也提出「大和魂」的觀念激勵其麾下與美軍作戰；除前線軍人外，後方的女性亦在此精神下動員投入後勤。(ドキュメント太平洋戦争　第１集　大日本帝国のアキレス腱　～太平洋・シーレーン作戦～ （页面存档备份，存于）)